# Système métrique
Le système métrique est un système décimal international de poids et mesures, basé initialement sur le mètre pour la longueur et le kilogramme pour la masse, adopté en France en 1795 et qui a été en vigueur jusqu'en 1960 où il a été remplacé par le système international d'unités (SI). Il est aujourd'hui utilisé officiellement dans presque tous les pays.
Devant la profusion des unités de poids et mesures existant dans tous les pays d'Europe au Moyen Âge, un mouvement se dessine dès le milieu du XVIe siècle pour trouver une mesure universelle au sens de « commune aux peuples européens ». Le Néerlandais Isaac Beeckman en 1631, puis le Britannique Christopher Wren en 1664, l’abbé Picard en France en 1669 et le Néerlandais Christian Huygens en 1673 sont, chronologiquement, les premiers à proposer de choisir comme unité universelle la longueur du pendule battant la seconde. Mais l’idée de créer un nouveau système décimal de mesure basé sur la circonférence de la Terre, proposée pour la première fois par Gabriel Mouton en 1670 va l’emporter avec les travaux godésiques entrepris au XVIIIe siècle. 
La loi du 18 germinal an III (7 avril 1795) institue le système métrique décimal, s'appuyant sur l’unité de longueur, définie comme la dix-millionième partie du quart du méridien terrestre, et l’unité de masse qui en est déduite, comme celle d’un décimètre cube d’eau distillée. La seconde, unité de temps, qui avait été confirmée par la loi du 4 frimaire an II (24 novembre 1793) relative à la décimalisation de l’heure, s'ajoute au système. Une valeur provisoire est donnée au mètre, exprimée en toises, puis définitive en 1799, après la mesure d'un arc de méridien entre Dunkerque et Barcelone entreprise par Jean-Baptiste Delambre et Pierre Méchain, pendant près de sept ans entre 1792 et 1799. 
En 1875, une conférence internationale se réunit à Paris pour créer un Bureau international des poids et mesures. La convention du Mètre signée à cette occasion prévoit la création d'un laboratoire permanent à Sèvres, près de Paris, où sont conservées les normes internationales, inspectées les copies des normes nationales et menées des recherches métrologiques. La Conférence générale des poids et mesures (CGPM), qui réunit les représentants diplomatiques d'une quarantaine de pays, se réunit tous les six ans pour examiner les réformes. La conférence sélectionne 18 scientifiques qui forment le Comité international des poids et mesures qui dirige le bureau.
Le système métrique est utilisé pour mesurer les choses quotidiennes telles que la masse d'un sac de farine, la taille d'une personne, la vitesse d'une voiture, et le volume de carburant dans son réservoir. Il est également utilisé dans la science, l'industrie et le commerce.

## Nomenclature

### Nomenclature en France

#### Mesures légales de 1795
L'article 5 de la loi du 18 germinal an III (7 avril 1795) définit les nouvelles unités, dites « républicaines »,  :
| Mesure de longueur                                                      | Mètre  | égale à la dix-millionième partie de l’arc du méridien terrestre compris entre le pôle boréal et l’équateur.              |
| Mesure de superficie, pour les terrains                                 | Are    | égale à un carré de dix mètres de côtés.                                                                                  |
| Mesure destinée aux bois de chauffage                                   | Stère  | égale au mètre cube. |
| Mesure de capacité, tant pour les liquides que pour les matières sèches | Litre  | Contenance sera celle du cube de la dixième partie du mètre.                                                              |
| Mesure de poids                                                         | Gramme | poids absolu d’un volume d’eau pure égal au cube de la centième partie du mètre, et à la température de la glace fondante |
| Mesure de monnaie                                                       | Franc  | en remplacement de celui de livre usité jusqu’alors                                                                       |

Les articles 6 et 7 précisent le procédé de construction des multiples et sous- multiples. 

« Article 6 : La dixième partie du mètre se nommera décimètre sa centième partie centimètre. On appellera décamètre une mesure égale à dix mètres : ce qui fournit une mesure très commode pour l’arpentage. Hectomètre signifiera la longueur de cent mètres. Enfin, kilomètre et myriamètre seront des longueurs de mille et dix mille mètres, et désigneront principalement les mesures itinéraires. 
Article 7 : Les dénominations des mesures des autres genres seront déterminées d’après les mêmes principes que celles de l’article précédent : Ainsi, décilitre sera une mesure de capacité dix fois plus petite que le litre; centigramme sera la centième partie du poids d’un gramme. On dira de même décalitre pour désigner une mesure contenant dix litres ; hectolitre, pour une mesure égale à cent litres. Un kilogramme sera un poids de mille grammes. On composera d’une manière analogue les noms de toutes les autres mesures. Cependant, lorsqu’on voudra exprimer les dixièmes ou les centièmes du franc, unité des monnaies, on se servira des mots décime et centime, déjà reçus en vertu des décrets antérieurs, . »

#### Mesures légales de 1812
Le décret de 1812 apporte une certaine confusion en autorisant la fabrication de « mesures usuelles » : la toise, l'aune, le litre, le boisseau et la livre. Ainsi la toise de 1812 vaut exactement deux mètres et divisée comme auparavant en 6 pieds et 72 pouces. Le pouce est divisé en 12 lignes. Le pied et le pouce, valent environ 333,3 mm et 27,78 mm, sont environ 2,6 % plus grands que les précédentes mesures parisiennes et 9 % plus grandes que leurs homologues britanniques. Les grains ou autres matières sèches pourront être mesurés, dans la vente au détail, avec une mesure égale au huitième de l’hectolitre, qui prend le nom de boisseau. Le double boisseau est égal à un quart d'hectolitre, le demi-boisseau un seizième, le quart de boisseau 1/32ème. Enfin un arrêté pris en 1816, sous la Restauration, rend obligatoire dans le petit commerce l’usage des mesures usuelles et interdit l’usage de fractions décimales.

#### Mesures légales de 1837
La loi du 4 juillet 1837, votée sous le gouvernement du roi Louis-Philippe, rendant obligatoire, en France, le système métrique décimal, est suivie d'un tableau des mesures légales donnant la nomenclature des diverses grandeurs et de leurs multiples et sous-multiples, les valeurs de ceux-ci en fonction des unités principales, la définition des unités fondamentales et enfin l'indication des prototypes qui les représentent.

#### Mesures légales de 1903
Le mètre est la longueur à la température de zéro du prototype international, en platine iridié, qui a élé sanctionné par la Conférence générale des poids et mesures tenue à Paris en 1889 et qui est déposé au pavillon de Breteuil, à Sèvres. La copie n° 8 de ce prototype international, déposée aux Archives nationales, est l'étalon légal pour la France.
L'unité, de surface et l'unité de volume sont respectivement le mètre carré (m2) et le mètre cube (m3). On donne à la première le nom de centiare quand elle s'applique à la mesure des terrains, et a la seconde le nom de stère quand elle s'applique à la mesure des bois.
La masse d'un corps correspond à la quantité de matière qu'il contient; son poids est l'action que la pesanteur exerce sur lui. En un même lieu, ces deux grandeurs sont proportionnelles l'une à l'autre : dans le langage courant, htârmejrsids est employé dans le sens de masse.
Le tableau annexé à la loi du du 11 juillet 1903 modifie le tableau de 1837 en ajoutant un symbole pour chaque unité.

#### Mesures légales de 1948
Ce tableau général de 1919 est remanié en 1947 afin de tenir compte des résolutions internationales concernant les unités électriques et photométriques, notamment celles de 1946. Ces modifications sont étudiées successivement par le Comité technique des Instruments de Mesure, le Bureau National, Scientifique et Permanent des Poids et Mesures, l'Académie des Sciences et le Conseil d'État. Les travaux sont sanctionnés par la loi du 14 janvier 1948 qui modifie la loi du 2 avril 1919 et le décret du 28 février 1948 qui remplace et abroge le décret du 26 avril 1919. Dans la nouvelle réglementation, l'Ohm et l'Ampère internationaux sont supprimés de la liste des unités principales et remplacés, à titre d'unités secondaires, par l'Ohm et l'Ampère absolus, tels qu'ils sont définis dans les Résolutions du Comité international d'octobre I946. La bougie décimale est remplacée par la bougie nouvelle définie dans les mèmes résolutions.

### Nomenclature internationale du BIPM (1889-1960)

#### Système à deux unités (1889-1954)
La Convention du mètre est signée le 20 mai 1875. Après une tentative infructueuse de la section française pour réaliser des étalons de référence en un alliage de platine et d'iridium, l'entreprise britannique Johnson et Matthey fabrique 30 prototypes entre 1882 et 1888. Parmi ceux-ci, la première Conférence générale des poids et mesures (CGPM) sélectionne pour le mètre le 26 septembre 1889 la règle n°6 comme mètre international et adopte la résolution suivante

« [...] Considérant que les équations des mètres nationaux, par rapport au mètre international, sont renfermées dans la limite de 0,01 de millimètre, et que ces équations reposent sur une échelle thermométrique à hydrogène, qu’il est toujours possible de reproduire, à cause de la permanence de l’état de ce corps, en se plaçant dans des conditions identiques; [...] sanctionne, en ce qui concerne les prototypes internationaux : 
* Le prototype international du mètre, représentant désormais, à la température de la glace fondante, l’unité métrique de longueur.
* Le prototype du kilogramme adopté par le Comité international, considéré désormais comme unité de masse.
* L’échelle thermométrique centigrade à hydrogène par rapport à laquelle les équations des mètres prototypes ont été établies. »

Les prototypes internationaux sont alors déposés, à 9 mètres sous terre, dans un des caveaux du Pavillon de Breteuil, le mètre étant dans un étui métallique. À la différence du mètre des Archives, le prototype international est un étalon à traits ; ainsi, le mètre est défini comme la distance entre deux lignes marquées sur la barre. La base du système métrique international à deux unités est dès lors constituée.

#### Système métrique à quatre puis six unités de base, prélude du SI (1954-1960)
Après la révision de la Convention du Mètre par la CGPM à sa 6e réunion (1921), qui étend les attributions et les responsabilités du BIPM à d’autres domaines de la physique, et la création du Comité consultatif d’électricité (CCE) par la CGPM à sa 7e réunion qui en résulte en 1927, la proposition de Giorgi est discutée en détail par l’IEC, l’Union internationale de physique pure et appliquée (IUPAP) et d’autres organisations internationales. Ces discussions conduisirent le CCE à proposer, en 1939, l’adoption d’un système quadri-dimensionnel fondé sur le mètre, le kilogramme, la seconde et l’ampère (système MKSA), une proposition qui est approuvée par le Comité international en 1946. [Brochure 9 p4]
À la suite d’une enquête internationale effectuée par le BIPM à partir de 1948, la CGPM approuve en 1954 l'introduction de l'ampère, du kelvin et de la candela comme unités de base respectivement pour le courant électrique, la température thermodynamique et l'intensité lumineuse. Une Commission du système d'unités est créée. [brochure 9 -p4]
CGPM page 80
La 10ème Conférence Générale des Poids et mesures, en exécution du vœu exprimé dans sa Résolution 6 par la 9ème Conférence Générale concernant l'établissement d'un système pratique d'unités de mesure pour les relations internationales, décide d'adopter en 1954 comme unités de base de ce système ci établir les unités suivantes.
| Grandeur                    | Unité      | Symb. |
| --------------------------- | ---------- | ----- |
| Longueur                    | mètre      | m     |
| Courant électrique          | ampère     | A     |
| Intensité lumineuse         | candela    | cd    |
| Masse                       | kilogramme | kg    |
| Température thermodynamique | kelvin     | K     |
| Temps                       | seconde    | s     |

## Histoire

### Vers une unité universelle pour remplacer la profusion d'unités pré-métriques
Devant la profusion des unités de poids et mesures existant dans tous les pays d'Europe au Moyen Âge, un mouvement se dessine dès le milieu du XVIe siècle pour trouver une mesure universelle au sens de « commune aux peuples européens ». Deux voies sont possibles : le chemin de la nature, à savoir un lien avec la terre, et par ailleurs le chemin du calcul, c’est-à-dire celui d’un pendule.
Le Néerlandais Isaac Beeckman en 1631, puis le Britannique Christopher Wren en 1664, l’abbé Picard en France en 1669, l'Italien Tito Livio Burattini en 1675, mais aussi La Condamine en 1747 et Nicolas de Condorcet en 1774 sont, chronologiquement, les premiers à proposer de choisir comme unité universelle la longueur du pendule battant la seconde.
L'abbé Gabriel Mouton, un astronome né à Lyon, publie en 1670 l'ouvrage Observationes diametrorum solis et lunae apparentium, dans lequel il suggère qu'un nouveau système décimal de mesure pourrait être basé sur la circonférence de la Terre, calculée par Giovanni Battista Riccioli (1598-1671) de Bologne comme étant d'environ 32 512 000 pas romains (environ 48 118 km). Le méridien terrestre, et plus largement la terre, a fait l'objet de mesure depuis très longtemps : Eratosthène ((III B.C.), Al-Ma'mūn(820), Jean Fernel (1525), Willebrord Snell (1617), Norwood (1635), Picard (1670), J. Cassini (1718), Lacaille et Cassini de Thury (1740).

### Création du système métrique dans la France révolutionnaire
Le 9 mars 1790, Talleyrand propose à l’Assemblée nationale un « Mémoire sur la nécessité de rendre uniformes dans tout le Royaume, toutes les mesures d’étendue et de pesanteur ». L’idée est de définir de nouvelles unités qui soient universelles. Un décret d'août 1793 définit le mètre provisoire, avec échelle décimale, ainsi que les noms des nouvelles unités: milliaire, cade, pinte, bar et grave; des étalons provisoires devront être envoyés dans les départements. La loi du 18 germinal de l'an III (7 avril 1795) institue le système métrique décimal, s'appuyant sur l’unité de longueur, définie comme la dix-millionième partie du quart du méridien terrestre, et l’unité de masse qui en est déduite, comme celle d’un décimètre cube d’eau distillée. Une valeur provisoire est donnée au mètre, exprimée en toises, puis définitive en 1799, après la mesure d'un arc de méridien entre Dunkerque et Barcelone entreprise par Jean-Baptiste Delambre et Pierre Méchain, pendant près de sept ans entre 1792 et 1799. 
La loi fixe la longueur du mètre à 0,513074 toise de Paris, et des prototypes en platine, fabriqués à partir de mousse de platine agglomérée, sont adoptés en juin 1799. Des copies sont ensuite diffusées dans les départements français.

### Avatars des débuts du système métrique en France (1800-1875)
A ses débuts, de 1800 à 1840, le système métrique connait quelques avatars avec notamment la réintroduction officielle d'anciennes unités de mesures. En 1812, les anciennes unités sont rétablies par l'empereur Napoléon. Cependant, les unités métriques sont réinstaurées par la loi du 4 juillet 1837, qui rend obligatoire le système métrique décimal en France à partir de janvier 1840 et institue des sanctions pour l'utilisation d'autres poids et mesures.

### Internationalisation du système métrique (1875-1960)

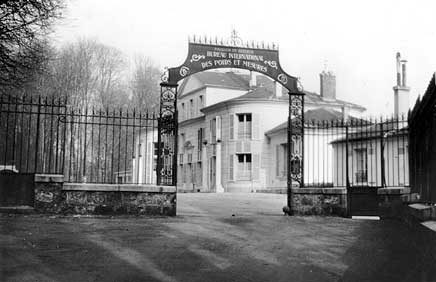
Pavillon de Breteuil, Saint-Cloud, France, où sont entreprosés le Mètre des Archives et le Kilogramme des Archives du système métrique depuis 1889.

Par la suite, le système s'étend au-delà des frontières de la France et devient même légal, mais non obligatoire, aux États-Unis en 1866. Cependant, le principal tremplin pour son internationalisation est la réunion de la Commission internationale du Mètre à Paris du 8 au 13 août 1872. Le traité connu sous le nom de « Convention du Mètre » (Convention métrique internationale) est signé le 20 mai 1875 par une assemblée de représentants de 17 pays, dont les États-Unis. Il a institué la Conférence générale des poids et mesures (CGPM) et le Bureau international des poids et mesures (BIPM), l'organisation intergouvernementale garante de l'évolution et de la diffusion du système métrique. Le siège du Bureau international, entretenu par tous les membres nationaux, a été établi au pavillon de Breteuil, à Sèvres, près de Paris, en considération du rôle de la France en tant que berceau du système métrique. La première Conférence générale des poids et mesures (1e CGPM), qui s'est tenue en 1889, a organisé la distribution de copies du prototype international du mètre aux 21 États membres de la Convention métrique internationale. Les exemplaires du nouveau prototype standard appelé « mètre international » sont fabriqués à partir d'un alliage de platine et d'iridium. Les étalons secondaires sont des prototypes sous forme de barres de section transversale en X et de 2 cm de côté.
Aux deux unités de base (mètre et kilogramme) viennent s'ajouter les unités d'autres grandeurs physiques : le temps dans les années 1940, puis la température, l'intensité de courant et l'intensité lumineuse dans le cadre de la préparation du système international d'unités qui est adopté en 1960. Une 7ème unité de base vient compléter le dispositif en 1971 : la mole.

## Diffusion du système métrique dans le monde

### Système métrique - Période 1795-1960
Le tableau suivant présente la chronologie des années d'adoption par pays du système métrique et, entre parenthèses, les années où il  été rendu obligatoire.
- France 1795 (1840)
- FR St-Pierre-et-Miquelon  (1824-39)
- FR La Réunion  (1839)
- FR Guyane  (1840)
- FR Guadeloupe   (1844)
- FR Martinique  (1844)
- FR Polynésie  (1847)
- FR Nouvelle-Calédonie  (1862)
- Pays-Bas 1816 (1832)
- Belgique 1816 (1820)
- Luxembourg 1816 (1820)
- Grèce 1836 (1959)
- Sénégal 1840
- Algérie 1843
- Chili 1848 (1865)
- Espagne 1849 (1871)
- République dominicaine 1849 (1942-55)
- Porto Rico 1849
- Portugal 1852 (1872)
- Açores 1852
- Madère 1852
- Colombie 1853 (1854)
- Monaco 1854
- Mexique 1857 (1896)
- Venezuela 1857 (1912-14)
- Italie 1861 (1863)
- Uruguay 1862 (1894)
- Brésil 1862 (1874)
- Pérou 1862 (1869)
- Argentine 1863 (1887)
- Roumanie 1864 (1884)
- Équateur 1865-71
- États-Unis 1866
- Suisse 1868 (1877)
- Bolivie 1868 (1871)
- Turquie 1869; 1931 (1933)
- Canada 1871 (1976)
- Suriname 1871 (1916)
- Autriche 1871 (1876)
- République tchèque 1871 (1876)
- Slovaquie 1871 (1876)
- Allemagne 1871 (1872)
- Yougoslavie 1873 (1883)
- Hongrie 1874 (1876)
- Norvège 1875 (1882)
- Antilles néerlandaises 1875 (1876)
- Liechtenstein 1875 (1876)
- Île Maurice 1876 (1878)
- Suède 1878 (1889)
- Seychelles 1880
- Costa Rica 1881 (1912)
- Cuba 1882 (1960)
- RD Congo 1884-1907 (1910)
- Burkina Faso 1884-1907
- République centrafricaine 1884-1907
- Gabon 1884-1907
- Mali 1884-1907
- Mauritanie 1884-1907
- Niger 1884-1907
- Tchad 1884-1907
- Côte-d'Ivoire 1884-90
- Bénin 1884-91
- Finlande 1886 (1892)
- Bulgarie 1888 (1892)
- Cap-Vert 1891
- Japon 1893; 1951 (1959-66)
- Cameroun 1894
- Tunisie 1895
- Royaume-Uni 1897 (1995)
- Irlande 1897 (1968-69)
- Madagascar 1897
- Djibouti 1898
- Paraguay 1899
- Russie 1899; 1918 (1927)
- Guinée 1901-06
- Angola 1905 (1910)
- Guinée-Bissau 1905 (1910)
- Mozambique 1905 (1910)
- Philippines 1906 (1973-75)
- Danemark 1907 (1912)
- Islande 1907
- Saint-Marin 1907
- Malte 1910 (1921)
- El Salvador 1910 (1912)
- Guatemala 1910 (1912)
- Honduras 1910 (1912)
- Salvador 1910 (1912)
- Nicaragua 1910 (1912)
- Vietnam 1911 (1950)
- Cambodge 1914
- Comores 1914
- Panama 1916
- Pologne 1919
- Inde 1920 (1956)
- Haïti 1920 (1922)
- Afrique du Sud 1922; 1967 (1974)
- Indonésie 1923 (1938)
- Thaïlande 1923 (1936)
- Maroc 1923
- Togo 1924
- Nouvelle-Zélande 1925 (1969)
- Afghanistan 1926
- Libye 1927
- Chine 1929 (1930)
- Irak 1931 (1960)
- Iran 1933 (1935-49)
- Liban 1935
- Syrie 1935
- Zambie 1937 (1970)
- Égypte 1939 (1951-61)
- Israël 1947 (1954)
- Corée du Nord 1947
- Corée du sud 1949
- Somalie 1950 (1972)
- Ouganda 1950 (1967-69)
- Albanie 1951
- Kenya 1951; 1967-68
- Jordanie 1953 (1954)
- Taïwan 1954
- Soudan 1955
- Macao 1957
- Timor 1957

### Système international - Période 1960-2000
Pour la période 1960-2000, à savoir postérieurement à la création du système interntaional, les adoptions sont les suivantes.
- Koweït 1961 (1964)
- Australie 1961;1970
- Arabie Saoudite 1962 (1964)
- Népal 1963 (1966-71)
- Éthiopie 1963
- Namibie 1967
- Tanzanie 1967-69
- Pakistan 1967-72
- Singapour 1968-70
- Bahreïn  (1969)
- Swaziland 1969 (1973)
- Zimbabwe 1969
- Botswana 1969-70 (1973)
- Trinidad et Tobago 1970-71
- Sri Lanka 1970 (1974)
- Gibraltar 1970
- Lesotho 1970
- Papouasie-Nouvelle Guinée 1970
- Îles Salomon 1970
- Bermudes 1971
- Guyana 1971
- Malaisie 1971-72
- Nigeria 1971-73
- Ghana 1972 (1975)
- Fidji 1972
- Chypre 1972-74
- Nauru 1973-80
- Barbade 1973
- Jamaïque 1973
- Tonga 1975
- Gambie 1979
- Malawi 1979
- Brunei  (1986-91)

#### Autres références
1. ↑  Hallock et Wade, « Outlines of the evolution of weights and measures and the metric system », London, The Macmillan Company, 1906, p. 66–69
2. ↑  F. Poivet, « Exécution de la loi du 4 juillet 1837 sur les poids et mesures. Exposé du système métrique légal des poids et mesures, et tableaux de conversion des mesures usuelles en mesures légales. », sur gallica.bnf.fr, 1839 (consulté le 12 juillet 2025), p. 8
3. ↑  François Boule et Madeleine Eberhard, « Histoire de mesures et système métrique. », sur irem.univ-grenoble-alpes.fr (consulté le 12 juillet 2025)
4. ↑  F. Poivet, « Exécution de la loi du 4 juillet 1837 sur les poids et mesures. Exposé du système métrique légal des poids et mesures, et tableaux de conversion des mesures usuelles en mesures légales. », sur gallica.bnf.fr, 1839 (consulté le 12 juillet 2025), p. 13
5. ↑  « Système métrique des poids et mesures. Tableaux officiels des mesures légales, nouveaux signes abréviatifs prescrits dans l'enseignement, en exécution des loi du 11 juillet et décret du 28 juillet 1903, circulaires ministérielles du 21 septembre 1903 et du 25 avril 1906. » (consulté le 12 juillet 2025)
6. ↑  « Compte rendu des séances de le neuvième conférence des poids et mesures », sur bipm.org, 1948 (consulté le 11 juillet 2025), p. 105